# Synegia polynesia
Synegia polynesia là một loài bướm đêm trong họ Geometridae.